# Linda Manz
Linda Manz (Nova Iorque, 20 de agosto de 1961 – 14 de agosto de 2020) foi uma atriz norte-americana mais conhecida por seus papéis em Days of Heaven, Out of the Blue e Gummo.

## Biografia
Manz nasceu e cresceu em Nova Iorque. A ideia de se tornar atriz veio da mãe; para isso ela colocou a filha em aulas de teatro e dança. Seu primeiro papel no cinema veio em 1978 com Days of Heaven, interpretando a personagem Linda. Durante o processo de edição, o diretor Terrence Malick teve muitas dificuldades para montar o filme até chamar Manz para gravar uma narração; de acordo com ela, "[Não havia] roteiro, nada. Eu apenas assistia ao filme e comentava...". No total, ela gravou mais de sessenta horas de gravação, porém apenas quinze minutos entraram no filme final.
Em 1979, ela apareceu em The Wanderers, dirigido por Philip Kaufman, e em quatro episódios da série Dorothy. No ano seguinte ela foi dirigida por Dennis Hopper em Out of the Blue. Ela teve papéis em mais um filme na década de 1980 antes se aposentar. Entretanto, ela voltou a atuar mais de dez anos depois com papéis pequenos em Gummo e Panic Room.

## Vida pessoal e morte
Manz foi casada com Bobby Guthrie, um operador de câmera, com o qual teve três filhos: Michael, Christopher e Willia.
Morreu no dia 14 de agosto de 2020, aos 58 anos, de pneumonia e câncer de pulmão.

## Filmografia
- Days of Heaven (1978), como Linda
- King of the Gypsies (1978), não creditada
- The Wanderes (1979), como Peewee
- Boardwalk (1979), como Garota Satânica
- Orphan Train (1979), como Sarah
- Dorothy (1979, TV), como Frankie em "The Bookworm Turns", "Hard Hearted Hamlet", "Lies and Whisper" e "Give My Regrets to Broadway"
- Our of the Blue (1980), como Cebe
- Longshot (1981), como Maxine Gripp
- Faerie Tale Theatre (1982, TV), como Ladra em "The Snow Queen"
- Gummo (1997), como Mãe de Solomon
- The Game (1997), como Amy
- Buddy Boy (1999), não creditada